# Smedtjärnarna (Jörns socken, Västerbotten, 723704-167814)
Smedtjärnarna är en sjö i Skellefteå kommun i Västerbotten och ingår i Skellefteälvens huvudavrinningsområde.